# 6.ª etapa del Giro de Italia 2019
La 6.ª etapa del Giro de Italia 2019 tuvo lugar el 16 de mayo de 2019 entre Cassino y San Giovanni Rotondo sobre un recorrido de 238 km y fue ganada por el ciclista italiano Fausto Masnada del equipo Androni Giocattoli-Sidermec, quien remató una larga fuga junto con el ciclista italiano Valerio Conti del equipo UAE Emirates, nuevo portador de la Maglia Rosa.

## Clasificación de la etapa
| \| Clasificación de la etapa \| Clasificación de la etapa \| Clasificación de la etapa \| Clasificación de la etapa \| Clasificación de la etapa \| \| Ciclista \| Ciclista \| Equipo \| Tiempo \| \| \| ------------------------- \| ------------------------- \| --------------------------- \| ------------------------- \| ------------------------- \| \| 1.º \| Fausto Masnada \| Androni Giocattoli-Sidermec \| 5 h 45 min 01 s \| \| \| 2.º \| Valerio Conti \| UAE Team Emirates \| + 5 s \| \| \| 3.º \| José Joaquín Rojas \| Movistar Team \| + 38 s \| \| \| 4.º \| Rubén Plaza \| Israel Cycling Academy \| + 38 s \| \| \| 5.º \| Giovanni Carboni \| Bardiani CSF \| + 43 s \| \| \| 6.º \| Pieter Serry \| Deceuninck-Quick Step \| + 54 s \| \| \| 7.º \| Valentin Madouas \| Groupama-FDJ \| + 54 s \| \| \| 8.º \| Nans Peters \| AG2R La Mondiale \| + 57 s \| \| \| 9.º \| Andrey Amador \| Movistar Team \| + 57 s \| \| \| 10.º \| Amaro Antunes \| CCC Team \| + 57 s \| \| |                    |                             |                 |
| |                    |                             |                 |
| Fuente: ProCyclingStats |                    |                             |                 |
| Clasificación de la etapa |                    |                             |                 |
| Ciclista | Ciclista           | Equipo                      | Tiempo          |
| 1.º | Fausto Masnada     | Androni Giocattoli-Sidermec | 5 h 45 min 01 s |
| 2.º | Valerio Conti      | UAE Team Emirates           | + 5 s           |
| 3.º | José Joaquín Rojas | Movistar Team               | + 38 s          |
| 4.º | Rubén Plaza        | Israel Cycling Academy      | + 38 s          |
| 5.º | Giovanni Carboni   | Bardiani CSF                | + 43 s          |
| 6.º | Pieter Serry       | Deceuninck-Quick Step       | + 54 s          |
| 7.º | Valentin Madouas   | Groupama-FDJ                | + 54 s          |
| 8.º | Nans Peters        | AG2R La Mondiale            | + 57 s          |
| 9.º | Andrey Amador      | Movistar Team               | + 57 s          |
| 10.º | Amaro Antunes      | CCC Team                    | + 57 s          |

## Clasificaciones al final de la etapa

### Clasificación general(Maglia Rosa)
| \| Clasificación general \| Clasificación general \| Clasificación general \| Clasificación general \| Clasificación general \| \| Ciclista \| Ciclista \| Equipo \| Tiempo \| \| \| --------------------- \| --------------------- \| --------------------------- \| --------------------- \| --------------------- \| \| 1.º \| Valerio Conti \| UAE Team Emirates \| 25 h 22 min 00 s \| \| \| 2.º \| Giovanni Carboni \| Bardiani CSF \| + 1 min 41 s \| \| \| 3.º \| Nans Peters \| AG2R La Mondiale \| + 2 min 09 s \| \| \| 4.º \| José Joaquín Rojas \| Movistar Team \| + 2 min 12 s \| \| \| 5.º \| Valentin Madouas \| Groupama-FDJ \| + 2 min 19 s \| \| \| 6.º \| Amaro Antunes \| CCC Team \| + 2 min 45 s \| \| \| 7.º \| Fausto Masnada \| Androni Giocattoli-Sidermec \| + 3 min 14 s \| \| \| 8.º \| Pieter Serry \| Deceuninck-Quick Step \| + 3 min 25 s \| \| \| 9.º \| Andrey Amador \| Movistar Team \| + 3 min 27 s \| \| \| 10.º \| Sam Oomen \| Team Sunweb \| + 4 min 57 s \| \| |                    |                             |                  |
| |                    |                             |                  |
| Fuente: ProCyclingStats |                    |                             |                  |
| Clasificación general |                    |                             |                  |
| Ciclista | Ciclista           | Equipo                      | Tiempo           |
| 1.º | Valerio Conti      | UAE Team Emirates           | 25 h 22 min 00 s |
| 2.º | Giovanni Carboni   | Bardiani CSF                | + 1 min 41 s     |
| 3.º | Nans Peters        | AG2R La Mondiale            | + 2 min 09 s     |
| 4.º | José Joaquín Rojas | Movistar Team               | + 2 min 12 s     |
| 5.º | Valentin Madouas   | Groupama-FDJ                | + 2 min 19 s     |
| 6.º | Amaro Antunes      | CCC Team                    | + 2 min 45 s     |
| 7.º | Fausto Masnada     | Androni Giocattoli-Sidermec | + 3 min 14 s     |
| 8.º | Pieter Serry       | Deceuninck-Quick Step       | + 3 min 25 s     |
| 9.º | Andrey Amador      | Movistar Team               | + 3 min 27 s     |
| 10.º | Sam Oomen          | Team Sunweb                 | + 4 min 57 s     |

### Clasificación por puntos(Maglia Ciclamino)
| Clasificación por puntos | Clasificación por puntos | Clasificación por puntos    | Clasificación por puntos | Clasificación por puntos |
| Ciclista                 | Ciclista                 | Equipo                      | Puntos                   |                          |
| ------------------------ | ------------------------ | --------------------------- | ------------------------ | ------------------------ |
| 1.º                      | Pascal Ackermann         | Bora-Hansgrohe              | 121 pts                  |                          |
| 2.º                      | Fernando Gaviria         | UAE Team Emirates           | 93 pts                   |                          |
| 3.º                      | Arnaud Démare            | Groupama-FDJ                | 86 pts                   |                          |
| 4.º                      | Caleb Ewan               | Lotto-Soudal                | 66 pts                   |                          |
| 5.º                      | Richard Carapaz          | Movistar Team               | 50 pts                   |                          |
| 6.º                      | Matteo Moschetti         | Trek-Segafredo              | 32 pts                   |                          |
| 7.º                      | Valerio Conti            | UAE Team Emirates           | 29 pts                   |                          |
| 8.º                      | Primož Roglič            | Team Jumbo-Visma            | 27 pts                   |                          |
| 9.º                      | Fausto Masnada           | Androni Giocattoli-Sidermec | 25 pts                   |                          |
| 10.º                     | Diego Ulissi             | UAE Team Emirates           | 25 pts                   |                          |

### Clasificación de la montaña(Maglia Azzurra)
| Clasificación de la montaña | Clasificación de la montaña | Clasificación de la montaña | Clasificación de la montaña | Clasificación de la montaña |
| Ciclista                    | Ciclista                    | Equipo                      | Puntos                      |                             |
| --------------------------- | --------------------------- | --------------------------- | --------------------------- | --------------------------- |
| 1.º                         | Giulio Ciccone              | Trek-Segafredo              | 24 pts                      |                             |
| 2.º                         | Fausto Masnada              | Androni Giocattoli-Sidermec | 18 pts                      |                             |
| 3.º                         | Valerio Conti               | UAE Team Emirates           | 8 pts                       |                             |
| 4.º                         | Giovanni Carboni            | Bardiani CSF                | 6 pts                       |                             |
| 5.º                         | François Bidard             | AG2R La Mondiale            | 6 pts                       |                             |
| 6.º                         | Marco Frapporti             | Androni Giocattoli-Sidermec | 4 pts                       |                             |
| 7.º                         | Primož Roglič               | Team Jumbo-Visma            | 4 pts                       |                             |
| 8.º                         | Rubén Plaza                 | Israel Cycling Academy      | 4 pts                       |                             |
| 9.º                         | Louis Vervaeke              | Team Sunweb                 | 3 pts                       |                             |
| 10.º                        | Łukasz Owsian               | CCC Team                    | 3 pts                       |                             |

### Clasificación de los jóvenes(Maglia Bianca)
| Clasificación del mejor joven | Clasificación del mejor joven | Clasificación del mejor joven | Clasificación del mejor joven | Clasificación del mejor joven |
| Ciclista                      | Ciclista                      | Equipo                        | Tiempo                        |                               |
| ----------------------------- | ----------------------------- | ----------------------------- | ----------------------------- | ----------------------------- |
| 1.º                           | Giovanni Carboni              | Bardiani CSF                  | 25 h 23 min 41 s              |                               |
| 2.º                           | Nans Peters                   | AG2R La Mondiale              | + 28 s                        |                               |
| 3.º                           | Valentin Madouas              | Groupama-FDJ                  | + 38 s                        |                               |
| 4.º                           | Sam Oomen                     | Team Sunweb                   | + 3 min 16 s                  |                               |
| 5.º                           | Nicola Conci                  | Trek-Segafredo                | + 4 min 08 s                  |                               |
| 6.º                           | Miguel Ángel López            | Astana                        | + 4 min 27 s                  |                               |
| 7.º                           | Hugh Carthy                   | EF Education First            | + 4 min 59 s                  |                               |
| 8.º                           | Pavel Sivakov                 | Team Ineos                    | + 5 min 07 s                  |                               |
| 9.º                           | Tao Geoghegan Hart            | Team Ineos                    | + 6 min 02 s                  |                               |
| 10.º                          | Ben O'Connor                  | Dimension Data                | + 6 min 42 s                  |                               |

### Clasificación por equipos"Super Team"
| Clasificación por equipos | Clasificación por equipos   | Clasificación por equipos | Clasificación por equipos |
| Equipo                    | Equipo                      | Tiempo                    |                           |
| ------------------------- | --------------------------- | ------------------------- | ------------------------- |
| 1.º                       | Movistar Team               | 76 h 14 min 55 s          |                           |
| 2.º                       | UAE Team Emirates           | + 3 min 33 s              |                           |
| 3.º                       | Deceuninck-Quick Step       | + 5 min 12 s              |                           |
| 4.º                       | Androni Giocattoli-Sidermec | + 6 min 44 s              |                           |
| 5.º                       | AG2R La Mondiale            | + 7 min 02 s              |                           |
| 6.º                       | Trek-Segafredo              | + 10 min 08 s             |                           |
| 7.º                       | Bora-hansgrohe              | + 10 min 11 s             |                           |
| 8.º                       | CCC Team                    | + 10 min 14 s             |                           |
| 9.º                       | Mitchelton-Scott            | + 10 min 40 s             |                           |
| 10.º                      | Astana                      | + 10 min 58 s             |                           |

## Abandonos
- Laurens ten Dam, lastrado por una caída días atrás, abandonó durante el transcurso de la etapa.[2]
- Robert Power, una caída en los primeros kilómetros de la etapa le obligó a abandonar.[3]